# Plaça de l'Oli (Vilafranca del Penedès)
La Plaça de l'Oli és una plaça del municipi de Vilafranca del Penedès (Alt Penedès) inclosa en l'Inventari del Patrimoni Arquitectònic de Catalunya. La Plaça de l'Oli serveix de nexe ente la zona monumental de la Plaça de Jaume I i la terciaritzada de la Plaça de la Constitució.

## Descripció
És una plaça de planta sensiblement rectangular que enllaça amb la de Jaume I. Està dividida en tres parts, dues laterals per al trànsit rodat i una central per als vianants, amb dues fileres d'arbres als costats. Els edificis que limiten la Plaça de l'Oli són de planta baixa i de dos o tres pisos, d'arquitectura popular i eclèctica. A l'encreuament de les dues places es troba el monument al bisbe Torras i Bages, davant de la casa pairal, posteriorment biblioteca.